# Farkas János (barlangkutató)
Farkas János (18. század) a Baradla-barlang első magyar nyelvű leírója.

## Életpályája
Születésének és halálának időpontja nem ismeretes. Nemesi származású egri lakos volt. Apja Wolf János vasárus. Tanulmányait valószínűleg Sárospatakon végezte. 1767-től Eger város főjegyzője, majd 1776-tól kilenc éven át a város főbírája volt. Ezután Esterházy püspök építési irodájának vezetőjeként dolgozott. A természet iránt különös érdeklődést mutatott, igen jól ismerte a Bükk-vidéket. Ő kalauzolta 1793-ban Robert Townson angol természetbúvárt Egerben és a környéken.
1794-ben Sartory Józseffel bejárta a Baradla-barlangot. Mialatt Sartory elkészítette a barlang első térképét, ő leírta a látottakat. A barlang első magyar nyelvű ismertetését tartalmazó kézirat (bár több példányban készült) elveszett, arról csak irodalmi hivatkozások alapján tudunk.